# Seedy Jatta
Seedy Jatta (Oslo, 2003. március 18. –) norvég korosztályos válogatott labdarúgó, az osztrák Sturm Graz csatára.

## Pályafutása

### Klubcsapatokban
Jatta a norvég fővárosban, Osloban született. Az ifjúsági pályafutását a helyi Bjørndal csapatában kezdte, majd később a Skeid és a Vålerenga akadémiájánál folytatta.
2020-ban mutatkozott be a Vålerenga tartalék, majd 2021-ben az első osztályban szereplő felnőtt csapatában. Először a 2021. május 30-ai, Sandefjord elleni mérkőzésen a 84. percben Amor Layouni cseréjeként lépett pályára. Első gólját 2021. június 24-én, a Stabæk ellen 2–0-ra megnyert mérkőzésen szerezte.
2023. augusztus 17-én négyéves szerződést kötött az osztrák első osztályban szereplő Sturm Graz együttesével. Augusztus 13-án, az Austria Lustenau elleni bajnokin mutatkozott be. Október 21-én, a Hartberg ellen szerezte meg első gólját.

### A válogatottban
Jatta az U16-ostól az U21-esig minden korosztályos válogatottban képviselte Norvégiát.

## Statisztikák
2023. augusztus 5. szerint
| Klub      | Szezon   | Osztály     | Bajnokság | Bajnokság | Kupa  | Kupa | Nemzetközi | Nemzetközi | Összesen | Összesen |
| Klub      | Szezon   | Osztály     | Meccs     | Gól       | Meccs | Gól  | Meccs      | Gól        | Meccs    | Gól      |
| --------- | -------- | ----------- | --------- | --------- | ----- | ---- | ---------- | ---------- | -------- | -------- |
| Vålerenga | 2021     | Eliteserien | 24        | 2         | 2     | 1    | 2          | 0          | 28       | 3        |
| Vålerenga | 2022     | Eliteserien | 20        | 1         | 2     | 2    | 0          | 0          | 22       | 3        |
| Vålerenga | 2023     | Eliteserien | 16        | 5         | 1     | 1    | 0          | 0          | 17       | 6        |
| Összesen  | Összesen | Összesen    | 60        | 8         | 5     | 4    | 2          | 0          | 67       | 12       |

## Sikerei, díjai
Sturm Graz
- Osztrák Bundesliga
  - Bajnok (1): 2023–24

- Osztrák Kupa
  - Győztes (1): 2023–24